# Луїза Сан-Феліче
Луї́за Сан-Фелі́че, повне ім'я Луї́за Молі́на Сан-Фелі́че (28 лютого 1764, Неаполь — 11 вересня 1800, Неаполь) — неаполітанська дворянка, страчена королем Фердинандом IV за підтримку Партенопійської республіки. Увійшла в історію як випадкова жертва реакції, її образ висвітлений у ряді мистецьких творів, включно з історичним романом Александра Дюма, названим на її честь «Луїза Сан-Феліче».

## Життєпис
Луїза народилася в Неаполі 28 лютого 1764 року. Її батько, іспанський офіцер Педро де Моліна, служив у королівському війську.
Сімнадцятирічна дівчина вийшла заміж за кузена Андреа Сан-Феліче, який був лише на рік старший за неї. Чоловік Луїзи був самозакоханим, лінивим і марнотратним, тому швидко довів сім'ю до фінансової скрути. Вже у 1787 році на прохання матері Луїзи над майном подружжя встановили опіку. Андреа та Луїза отримали припис оселитися в одному з приналежних їм маєтків, а троє їхніх дітей були передані на виховання в монастирські виховні будинки. Попри це подружжя продовжувало вести «розпусне і вкрай скандальне життя». 1791 року Андреа Сан-Феліче опинився під наглядом настоятеля монастиря у Ночере, в той час як Луїзу за наказом короля відправили до монастиря Санта-Лючія в Монтекорвіно.
У встановленні Партенопійської республіки в 1799 році подружжя участі не брало і взагалі трималось осторонь політичного життя. Однак в цей час Луїза мала двох прихильників: один з них, син негоцианта Джерардо Беккер, був таємним прибічником роялістів, інший, Фернандо Феррі, підтримував республіканські сили. Беккер став учасником таємної змови, метою якої було фізичне винищення республіканців і відновлення королівської влади у Неаполі. Напередодні запланованої різанини він передав Луїзі «охоронний квиток», який мав би убезпечити її від дій контрреволюціонерів. Втім, дворянка Сан-Феліче після цього повідомлення боялася не стільки за себе, скільки за Фернандо Феррі. Рятуючи йому життя, вона передала коханцю «охоронний квиток».
Фернандо Феррі негайно повідомив про змову Тимчасовий уряд. Викликана на допит Луїза не назвала ім'я Джерардо Беккера, однак за наданим нею квитком вдалося виявити усіх учасників акції. 5 квітня 1799 року їх заарештували. 13 квітня у республіканській газеті «Monitore Napoletano» вийшла друком стаття, в якій Луїзу усіляко прославляли за виявлений героїзм. Всупереч аполітичності Сан-Феліче її стали називати «Рятівницею Республіки» і «матір'ю Вітчизни».

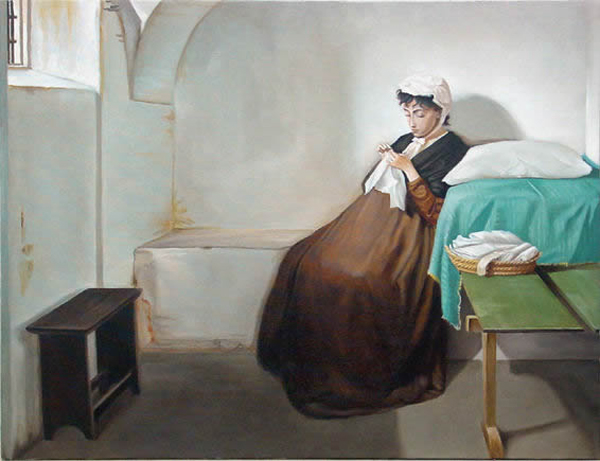
Луїза Сан-Феліче в карцері (полотно Джоаккіно Тома).

13 червня Джерардо Беккера, його брата та інших спільників розстріляли, а вже 19 червня Партенопійська республіка припинила існування. Роздута революційною пропагандою слава Луїзи Моліни Сан-Феліче обернулася проти неї. Лацароні (неаполітанські простолюдини), які підтримували короля, схопили і запроторили жінку до в'язниці. У вересні 1799 року суд виніс Луїзі смертний вирок. Під час ув'язнення ані Фернандо Феррі, ані Андреа Сан-Феліче не зробили жодної спроби полегшити її участь. Єдиною захисницею арештантки виявилась мати, яка невтомно боролося за життя дочки, випрошуючи помилування у монарха. На заваді їй став батько страченого Джерарда Беккера, який вимагав справедливого покарання за загиблих синів. Більшість неаполітанців усвідомлювали непричетність Луїзи до діяльності революціонерів і бачили в ній випадкову політичну жертву. Були навіть спроби приписати їй вигадану вагітність, яка за законами того часу мала відтермінувати вирок. Попри всі зусилля король залишив смертний вирок у силі.
11 вересня 1800 року Луїзу стратили на Торговій площі Неаполя, кат відрубав їй голову (за звичаєм тих часів цей спосіб страти був привілеєм дворян). Серед усіх страчених революціонерів вона виявилася останньою жертвою. Фернандо Феррі врятував своє життя втечею з країни, пізніше повернувся до Неаполя, домігся помилування і став королівським міністром.

## Визнання
Луїза Моліна Сан-Феліче не мала прославлених предків, багатства, не займалася жодною громадською діяльністю, тому була приречена прожите непомітне життя, однак за збігом обставин опинилася у вирі політичних подій всупереч власній байдужості. Вона не підтримувала жодної зі сторін громадянського конфлікту, про що свідчить сама її прихильність до чоловіків з настільки несумісними політичними поглядами. Жінка намагалася врятувати життя обом, керуючись суто любовними почуттями. До лав прихильників республіки її зарахували з пропагандистською метою, використавши історію з її приватного життя для демонстрації «ідейності» і «героїзму».
Така незаслужена слава стала підґрунтям для настільки ж незаслуженої кари. Ось чому, хоча серед республіканців були по-справжньому видатні жінки (наприклад, страчена революціонерка Елеонора Фонсека Піментель), на сучасників найбільше враження справила саме смерть Сан-Феліче. У XIX столітті життєва історія Луїзи набула широкої відомості по всій Італії. Вона знайшла відбиток у творах різних митців. Зокрема, Луїзу Моліну зобразили на своїх полотнах художники Джоаккіно Тома і Модесто Фаустіні, вона стала героїнею творів Ріхарда Фосса і Александра Дюма (батька), причому останній в історичному романі «Луїза Сан-Феліче» ще більше романтизував її кохання. У XX—XXI століттях життєва історія Сан-Феліче менш популярна, однак вона була покладена в основу сюжетів двох кінострічок: фільму «Луїза Сан-Феліче» 1942 року і серіалу «Луїза Сан-Феліче» 2004 року.

## Кіновтілення
- 1942 — «Луїза Сан-Феліче», фільм Лео Менарді, у головній ролі — Лаура Соларі.
- 1966 — «Луїза Сан-Феліче», мінісеріал Леонардо Кортезе, у головній ролі — Лідія Альфонсі.
- 2004 — «Луїза Сан-Феліче», мінісеріал братів Тавіані, у головній ролі — Летиція Каста.